# Ampelkoalition

Die Farben einer Ampel (oben rot, in der Mitte gelb und unten grün)

Unter einer Ampelkoalition (auch rot-gelb-grüne Koalition; kurz Rot-Gelb-Grün oder Ampel) versteht man in Deutschland eine Koalition zwischen der SPD, der FDP und der Partei Bündnis 90/Die Grünen. Deren Parteifarben rot, gelb und grün entsprechen dem am häufigsten vorkommenden Typ einer Ampel.
Allgemein und international werden darunter Regierungsbündnisse aus einer sozialdemokratischen (bzw. unter Umständen auch sozialistischen oder kommunistischen), einer liberalen und einer grünen Partei verstanden.

## Koalitionen in verschiedenen Regierungen

### Deutschland

#### Bundesebene

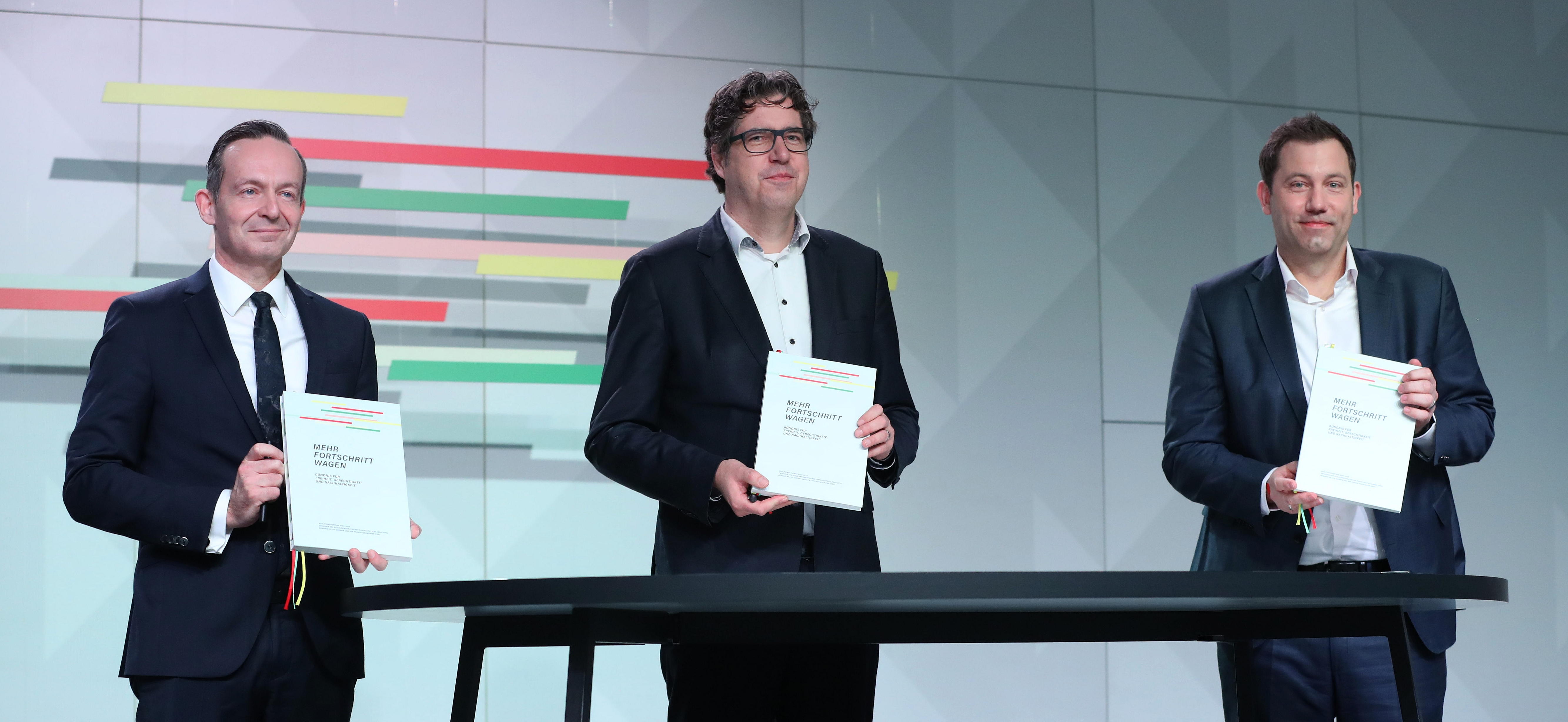
Volker Wissing, Michael Kellner und Lars Klingbeil mit dem unterzeichneten Koalitionsvertrag am 7. Dezember 2021 in Berlin.

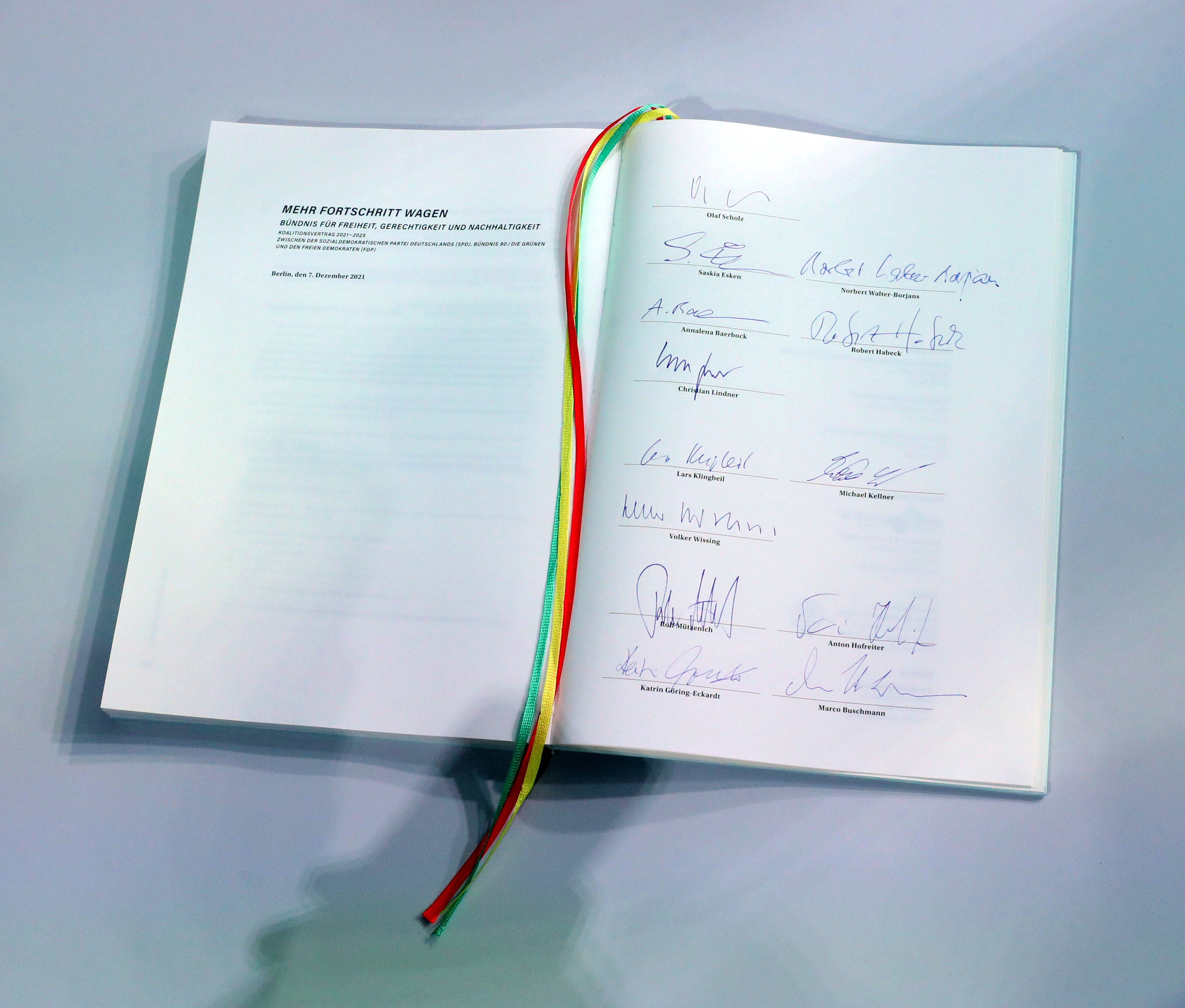
Koalitionsvertrag mit Lesebändern in den Ampelfarben

Auf Bundesebene ist eine solche Konstellation erstmals am 7. Dezember 2021 zustande gekommen, auf Landes- und Kommunalebene gab es zuvor schon Beispiele für solche Koalitionen.
Nachdem die Ampelkoalition auf Bundesebene lange Zeit keine ernsthaft in Erwägung gezogene Option zur Regierungsbildung gewesen war, kam es infolge des Ergebnisses der Bundestagswahl 2021 erstmals zu Koalitionsverhandlungen zwischen den drei Parteien. Am 24. November 2021 einigten sich SPD, Grüne und FDP auf den Koalitionsvertrag der 20. Wahlperiode des Bundestages. Nach der Zustimmung der Gremien von SPD und FDP und der Mitglieder der Grünen wurde Olaf Scholz am 8. Dezember 2021 mit den Stimmen einer Ampelkoalition zum Bundeskanzler im Kabinett Scholz gewählt. Am 6. November 2024 erklärte Bundeskanzler Olaf Scholz (SPD), er habe den Bundespräsidenten Frank-Walter Steinmeier aufgrund persönlicher Differenzen um Entlassung von Bundesminister Christian Lindner (FDP) gebeten, woraufhin die Koalition durch den geschlossenen Rücktritt der FDP aus der Regierung vorzeitig zerfiel.
Bundeskanzler Scholz stellte so am 11. Dezember 2024 dem Bundestag pro forma die Vertrauensfrage mit dem Ziel, sie zu verlieren und den Bundespräsidenten so um eine Auflösung des Parlaments und vorgezogene Neuwahlen am 23. Februar 2025 zu bitten.

#### Landesebene
Als Ampelkoalition bezeichnet wurde die von 1990 bis 1994 in Brandenburg bestehende Regierungskoalition, obwohl die Grünen an der 5-%-Hürde gescheitert waren und stattdessen Bündnis 90 mitregierte. Bündnis 90 fusionierte 1993 mit den Grünen zu Bündnis 90/Die Grünen, die Fraktionsmitglieder des Bündnis 90 traten der neuen Partei jedoch nicht alle bei. Die Koalition zerbrach im Februar 1994 ein halbes Jahr vor der regulären Landtagswahl an Meinungsverschiedenheiten über die Bewertung der Rolle von Ministerpräsident Manfred Stolpe in seiner Funktion als Konsistorialpräsident der evangelischen Kirche Brandenburg zu DDR-Zeiten. Eine echte Ampelkoalition regierte von 1991 bis 1995 in Bremen. Auch diese Koalition wurde wenige Monate vor dem regulären Wahltermin aufgekündigt. Anlass hierfür war die sogenannte Piepmatzaffäre. Einige Versuche zur Bildung einer solchen Koalition scheiterten. Nach der Wahl zum Abgeordnetenhaus von Berlin 2001 war dies der Fall. Sondierungsgespräche in dieser Richtung nach der Landtagswahl in Nordrhein-Westfalen 2010 führten ebenso wenig zum Erfolg. Ferner wurden Ampelkoalitionen auf Bundes- und Landesebene von der FDP und insbesondere von Guido Westerwelle mit Verweis auf die unterschiedlichen Parteiprogramme von SPD und Grünen einerseits und der FDP andererseits wiederholt abgelehnt.

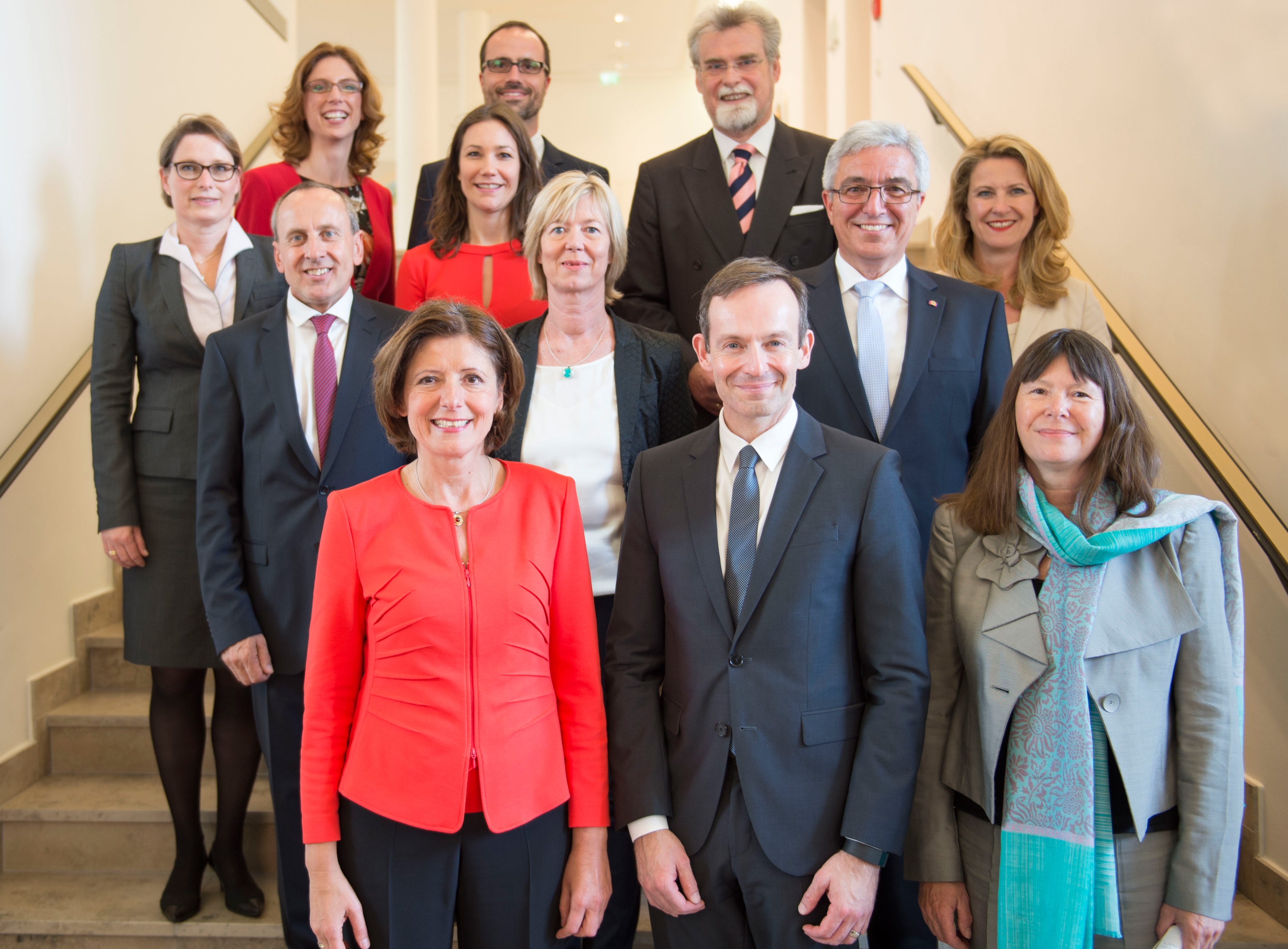
Ministerpräsidentin des Landes Rheinland-Pfalz Malu Dreyer mit ihren Ministern am 18. Mai 2016 in der Staatskanzlei.

Nachdem das Stimmenergebnis bei der rheinland-pfälzischen Landtagswahl 2016 nicht für eine Fortsetzung der rot-grünen Koalition ausgereicht hatte, eine schwarz-gelbe Koalition jedoch ebenfalls keine Mehrheit erzielen konnte und Malu Dreyer eine Große Koalition als „Ultima Ratio“ befand, einigten sich SPD, FDP und Bündnis 90/Die Grünen auf die Bildung der ersten Ampelkoalition in Rheinland-Pfalz. Mit der Vereidigung des zweiten Kabinetts Dreyer trat diese Koalition am 18. Mai 2016 ihr Amt an. Sie war die erste Ampelkoalition auf Landesebene, welche die komplette Wahlperiode bis zur nächsten Landtagswahl Bestand hatte und bei der nach der folgenden Wahl alle beteiligten Parteien wieder im Landtag vertreten waren. Nach der Landtagswahl in Rheinland-Pfalz 2021 kündigte Malu Dreyer an, Koalitionsverhandlungen aufzunehmen mit dem Ziel einer Neuauflage der Ampelkoalition. Die Regierung wurde wiedergewählt; das Kabinett Dreyer III wurde am 18. Mai 2021 vereidigt. Auch das Nachfolgekabinett, das Kabinett Schweitzer, besteht seit dem 10. Juli 2024 aus einer Ampelkoalition.
Eine analoge Konstellation nach der Niedersachsenwahl 2017 schied aufgrund der deutlichen Ablehnung der FDP aus, die SPD musste deswegen eine Große Koalition mit den intensiv bekämpften Rivalen der CDU bilden. Auch in Schleswig-Holstein war zuvor eine aufgrund des zweiten Platzes der SPD weniger realistische, aber von den Grünen lange bevorzugte Ampelkoalition nach Sondierungen mit der FDP nicht zu Stande gekommen, so dass dort eine in Deutschland bis dahin noch seltener diskutierte Jamaika-Koalition unter Führung der CDU gebildet wurde.
Im Anschluss an die Landtagswahl in Hessen 2018 scheiterten Sondierungsgespräche, nachdem durch das endgültige Wahlergebnis bestätigt wurde, dass die Grünen mit Tarek Al-Wazir als stimmenstärkster Koalitionspartner in einer Ampelkoalition das Amt des Ministerpräsidenten beanspruchen könnten. Ein mögliches Bündnis mit einem Ministerpräsidenten der Grünen wurde im Rahmen der Wahl von den Medien als Grüne Ampel bezeichnet.

#### Kommunale Ebene
Auf kommunaler Ebene bestand von Januar 2006 bis September 2006 in Bonn eine Ampelkoalition, von Juli 2006 bis Juni 2009 in der kreisfreien Stadt Darmstadt. Nach den Kommunalwahlen 2009 arbeiteten Ampelkoalitionen in den nordrhein-westfälischen Großstädten Bielefeld, Mönchengladbach (bis 2013) und Remscheid, und nach den Kommunalwahlen in Nordrhein-Westfalen 2014 bildeten sich Bündnisse aus SPD, GRÜNE und FDP in der Landeshauptstadt Düsseldorf und in Oberhausen. Nach den Kommunalwahlen in Rheinland-Pfalz 2009 fand sich in der rheinland-pfälzischen Landeshauptstadt Mainz ein Ampelbündnis, das bis zu den Kommunalwahlen 2024 Bestand hatte. In Trier hatte die FDP die Ampelkoalition zwischenzeitlich verlassen. Seit den Kommunalwahlen in Hessen 2011 bildeten SPD, Bündnis 90/Die Grünen und die FDP im Wetteraukreis ebenfalls eine Koalition. In den Landschaftsversammlungen der höheren Kommunalverbände Rheinland und Westfalen-Lippe bildeten die Fraktionen von SPD, FDP und Grüne bis 2014 die Mehrheit, die so genannte „Gestaltungsmehrheit“.

#### Andere Bezeichnungen für die Ampel

Senegal

Als „Afrika-Koalition“ wurde eine derartige Ampelkoalition von Fritz Goergen wegen der grün-gelb-roten Farben Afrikas erstmals in der Financial Times Deutschland im Juli 2006 bezeichnet. Der grüne Politiker Jürgen Trittin schlug im September 2006 vor, stattdessen von einer Senegal-Koalition zu sprechen. Die Nationalflagge des westafrikanischen Staates umfasst die Farben Grün, Gelb und Rot, wobei auf dem mittleren, gelben Streifen zudem ein grüner Stern abgebildet ist.

#### Verwandte Varianten
Eine Koalition aus CDU, FDP und Bündnis 90/Die Grünen wird gelegentlich als schwarze Ampel (kurz Schwampel) bezeichnet, häufiger jedoch als Jamaika-Koalition. Eine solche Regierungskoalition wurde in der Geschichte Deutschlands oberhalb der Kommunalebene erstmals 2009 im Saarland umgesetzt, scheiterte jedoch nach zwei Jahren. Von 2017 bis 2022 gab es sie in Schleswig-Holstein. Im unmittelbaren Anschluss an die Bundestagswahl 2005 war sie in der Diskussion, nach der Bundestagswahl 2017 gab es Sondierungsgespräche zwischen CDU, FDP und Grünen, die jedoch von der FDP nach vier Wochen beendet wurden.
Nach der Landtagswahl 2012 regierten in Schleswig-Holstein SPD, Grüne und SSW in einer rot-grün-blauen Koalition, die unter dem – teilweise umstrittenen – Schlagwort Dänen-Ampel bekannt wurde. Später wurde sie Küstenkoalition genannt.
Nach der Landtagswahl in Thüringen 2014 war eine schwarz-rot-grüne (Afghanistan oder Kenia) Koalitionsvariante im Gespräch und wurde nach der Landtagswahl in Sachsen-Anhalt 2016 erstmals auf Landesebene umgesetzt.

### Österreich
In Österreich wurde in den 1990er Jahren in Anlehnung an die Begriffsbildung in Deutschland unter Ampelkoalition eine Koalition aus SPÖ, Liberalem Forum und Grüne diskutiert, obwohl die Parteifarbe des Liberalen Forums damals nicht gelb, sondern hellblau war. Nach der Landtags- und Gemeinderatswahl in Wien 1996 wurde eine solche Variante rechnerisch möglich, allerdings wurde seitens der SPÖ eine mutmaßlich stabilere Zweierkoalition mit der ÖVP bevorzugt. Dem Bedeutungsverlust des Liberalen Forums mit dem Ausscheiden aus dem Parlament nach den Nationalratswahlen 1999 folgte 2014 ein Aufgehen in der neuen liberalen Partei NEOS – Das Neue Österreich und Liberales Forum. Deren Parteifarbe ist allerdings pink.
Als Ampelkoalition wird auch die von 2012 bis 2015 amtierende Innsbrucker Regierung aus der bürgerlich-liberalen Liste Für Innsbruck (Erkennungsfarbe gelb), den Grünen und der SPÖ verstanden. Diese kam nach der Gemeinderatswahl 2012 zustande.

### Luxemburg
In Luxemburg wird eine Koalition aus Sozialdemokraten, Liberalen und Grünen als Gambia-Koalition bezeichnet, da die Parteifarbe der liberalen Demokratesch Partei blau und nicht gelb ist. Rot, blau und grün sind die Nationalfarben Gambias. Eine solche Koalition wurde nach der Kammerwahl 2013 unter Premierminister Xavier Bettel gebildet und blieb bis zur Kammerwahl 2023 bestehen. Damit gelang nach langer Zeit wieder eine Regierung unter Ausschluss der bislang dominierenden Christdemokraten, die bis auf eine vierjährige Unterbrechung in den 1970er Jahren an allen Nachkriegsregierungen im Großherzogtum beteiligt waren und nach wie vor stärkste Partei sind.

### Vereinigtes Königreich
Unter dem Begriff traffic light coalition wird in England eine Koalition unter Einschluss der Labour Party, den Liberal Democrats und der Green Party of England and Wales verstanden, die beispielsweise im City Council des englischen Verwaltungsbezirkes City of Lancaster die Mehrheitsfraktionen stellen. Eine vergleichbare Koalition in Schottland zwischen Labour, Liberal Democrats und der Scottish Green Party wurde nach den Wahlen zum schottischen Parlament im Jahre 2003 diskutiert, kam aber nicht zustande.

### Belgien und Niederlande
In Belgien und den Niederlanden werden liberale Parteien (VVD bzw. VLD und MR) mit der Farbe blau assoziiert. Nach der Mischfarbe von rot und blau heißen Koalitionen aus Sozialdemokraten und Liberalen daher „lila Regierung“ (paars kabinet). Kommen die Grünen oder die linksliberalen Democraten 66 (deren Erkennungsfarbe ebenfalls grün ist) hinzu, ist von paars-groen („lila-grün“), paars-plus oder auch „Regenbogenkoalition“ die Rede. Eine „lila Regierung“ aus Arbeitspartei, VVD und D66 regierte in den Niederlanden von 1994 bis 2002 unter Wim Kok, wodurch erstmals seit 1945 keine Christdemokraten an der Regierung beteiligt waren. Nach der Parlamentswahl 2010 wurde eine paars-plus-Koalition unter Einschluss der GroenLinks sondiert, kam aber nicht zustande.
In Belgien regierten von 1999 bis 2003 Liberale, Sozialisten und Grüne (die sich nochmals in je eine flämische und eine wallonische Partei gliedern; erstes Kabinett Verhofstad), dies war das erste Mal seit 1958, dass die Christdemokraten in die Opposition verwiesen wurden. Von 2003 bis 2007 folgte eine „lila Regierung“ ohne die Grünen (Verhofstadt II).

### Schweden
Nach den schwierigen Verhältnissen nach der Reichstagswahl in Schweden 2018, bei der weder die liberal-konservative Alliansen noch das Rot-grüne Bündnis die Mehrheit erreichte, bildete Stefan Löfven eine Minderheitsregierung bestehend aus der sozialdemokratischen SAP und der grüne MP, die von der sozialistischen Vänsterpartiet (V), der liberalen Liberalerna (L) und der ländlichen, grünliberalen Centerpartiet (C) toleriert wurde. Diese Vereinbarung wurde in der deutschsprachigen Presse vereinzelt als „Ampel“ bezeichnet, obwohl die Parteifarbe der schwedischen Liberalen nicht gelb, sondern blau ist.